# 特羅伊茨凱 (敖德薩區)
46°32′21″N 30°0′55″E / 46.53917°N 30.01528°E

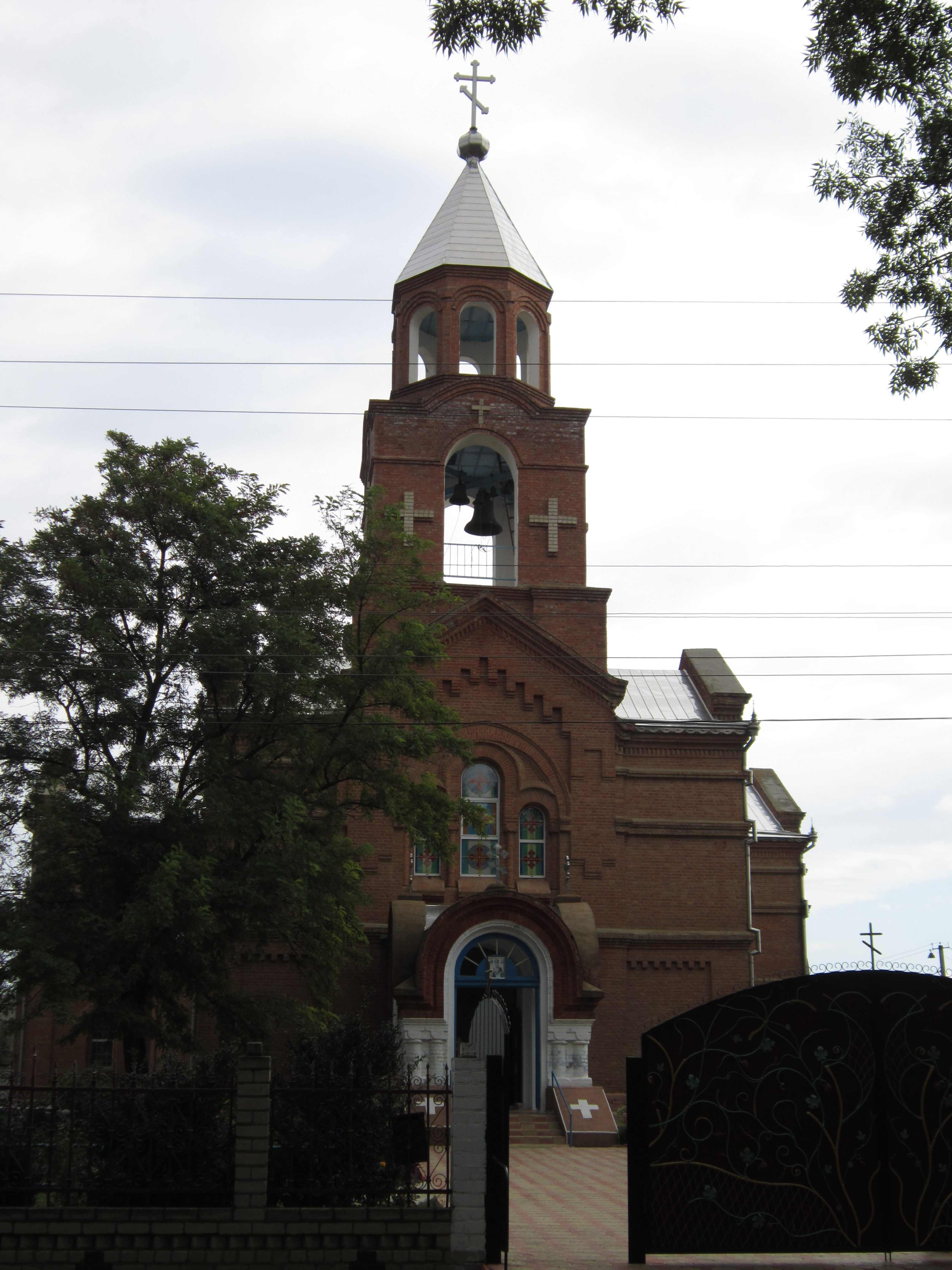

特羅伊茨凱（羅馬化：Troitske）是位於烏克蘭南部敖德萨州敖德萨区亞斯基市鎮的村莊。該村始建於1794年，面積8.88平方公里，海拔高度13米，2001年人口5,178，人口密度每平方公里583.11人。